# Äquivalenzziffermethode
Die Äquivalenzziffermethode ist in der Kosten- und Leistungsrechnung ein Verfahren zur Kostenkalkulation bei Kuppelproduktion. Dabei werden die entstandenen Kosten der Inputfaktoren gemäß einem Schlüssel, den so genannten Äquivalenzziffern, auf die einzelnen Produkte aufgeteilt.

## Beschreibung
Es gilt wie bei den anderen Methoden zur Kostenumlage der Erhaltungssatz der Kostensumme, das heißt:
{\displaystyle {\text{Summe eingehender Kosten}}={\text{Summe verteilter Kosten}}}
Die Kosten für das Haupterzeugnis, meist für das Produkt mit der höchsten anfallenden Menge, erhält dabei bspw. die Äquivalenzziffer 1. Anhand ausgewählter Kennziffern (durchschnittliche Marktpreise, physikalische Eigenschaften etc.) werden durch geeignete Festlegungen der Verhältnisse von Kuppelprodukten zueinander Äquivalenzziffern gebildet. Multipliziert man die Äquivalenzziffern mit den Produktions- bzw. Absatzzahlen, ergeben sich die Umlageschlüssel für eine bestimmte Produktart. Hieraus lassen sich die Selbstkosten eines Kuppelproduktes berechnen, sowohl für Haupt- als auch Nebenprodukte.

## Anwendungsbeispiele
Ein Flugzeug kann die Selbstkosten der Transportdienstleistung bestimmen, indem Luftfracht und Passagiere nach Gewicht aufgeteilt werden. Das durchschnittliche Passagiergewicht mal gebuchter Plätze ist in Relation zu setzen zum Gewicht der geladenen Luftfrachtcontainer.
- aPassagiere = mpass / (mpass + mfracht)
- aFracht =  mfracht /  (mpass + mfracht)

Bei einer Raffinerie kann man vereinfacht vom Input Rohöl und den Produkten Benzin, Diesel und Schweröl sowie (Abfackel)Verlusten ausgehen. Die Äquivalenzziffermethode kann hier den Energiegehalt der Produkte als Schlüssel nutzen. E ist hierbei das Produkt aus Energiedichte und Produktionsmenge.
- aB = EB / (EB + ED + ES)
- aD = ED / (EB + ED + ES)
- aS = ES / (EB + ED + ES)

Die Carnot-Methode teilt bei der Kraft-Wärme-Kopplung den Brennstoff auf die Produkte Nutzwärme und elektrische Arbeit über den Exergiegehalt der Nutzenergien als Schlüssel auf.
- ael= ηel / (ηel + ηc × ηth)
- ath= (ηc x ηth) / (ηel + ηc × ηth)

Bei der Referenzwirkungsgradmethode ist der Schlüssel der thermische und gewichtete elektrische Wirkungsgrad, wobei der Wichtungsfaktor das Verhältnis von thermischen zu elektrischem Referenzwirkungsgrade ist (γ = ηth,Ref/ηel,Ref).
- ael= (γ ηel) / (γ ηel + ηth)
- ath=  ηth / (γ ηel + ηth)

## Kritik
Kritik an der Äquivalenzziffernmethode wird damit begründet, dass völlig beliebige und willkürliche Schlüssel gewählt werden können – z. B. bei Nebenkostenabrechnungen Umlage des Wasserverbrauchs nach Anzahl der Bewohner oder nach Wohnfläche.

## Herleitung
Aus dem eindimensionalen Input I entstehe ein zweidimensionaler Output mit O1 = f1(I) * I und O2 = f2(I) * I. (Anm.: f kann beispielsweise als Umwandlungswirkungsgrad vom Input zum jeweiligen Output interpretiert werden. Es sind auch mehr als 2 Kuppelprodukte denkbar.)
Die Kosten k1, k2 seien die zu bestimmenden variablen Kosten der zwei Outputgrößen. kI steht für die bekannten variablen Kosten des Inputs.
Kvar bezeichnet die jeweilige Summe der variablen Kosten. a1 und a2 sind die Allokationsfaktoren für den jeweiligen Output, d. h., sie beschreiben den Anteil des Inputs, welches einem Produkt zugeordnet wird.
Als Schlüssel für die Kostenauftrennung werden f1 und f2 gewählt:
{\displaystyle K_{1}^{var}=a_{1}\cdot K_{I}^{var}={\frac {f_{1}}{f_{1}+f_{2}}}\cdot K_{I}^{var}\quad {\text{bzw.}}\quad K_{2}^{var}=a_{2}\cdot K_{I}^{var}={\frac {f_{2}}{f_{1}+f_{2}}}\cdot K_{I}^{var}}
Damit ergibt sich für die spezifischen variablen Kosten k1 und k2:
{\displaystyle k_{1}={\frac {K_{1}^{var}}{O_{1}}}={\frac {K_{1}^{var}}{f_{1}\cdot I}}\quad {\text{bzw.}}\quad k_{2}={\frac {K_{2}^{var}}{O_{2}}}={\frac {K_{2}^{var}}{f_{2}\cdot I}}}
Gemäß obiger einleitender Beziehung der Kostenumlage gilt:
{\displaystyle k_{I}\cdot I=k_{1}\cdot O_{1}+k_{2}\cdot O_{2}}
Eingesetzt und umgeformt:
{\displaystyle K_{I}^{var}=K_{1}^{var}+K_{2}^{var}}